# East Wittering
East Wittering är en ort i Chichester, Storbritannien.   Den ligger i grevskapet West Sussex och riksdelen England, i den södra delen av landet, 100 km sydväst om huvudstaden London. East Wittering ligger 3 meter över havet. Orten har 5 734 invånare (2019).
Terrängen runt East Wittering är mycket platt. Havet är nära East Wittering åt sydväst.  Närmaste större samhälle är Portsmouth, 15,6 km väster om East Wittering. Trakten runt East Wittering består till största delen av jordbruksmark.